# Manuel Catalán Chana
Manuel Catalán Chana (Madrid, 1947) és un polític valencià d'origen madrileny. Fou alcalde de Benidorm (Marina Baixa) del 1983 al 1991.
Estudià als Maristes de Madrid i posteriorment es llicencià en Gestió Comercial i Marketing a l'Escola Superior de Gestió Comercial i Marketing-ESIC també de la capital espanyola. Professionalment és propietari de diversos negocis d'hostaleria i restauració a Benidorm. Està casat amb Silvia Vidal Uriszar amb la que ha tingut tres fills.
Políticament, Catalán Chana va militar al Partit Socialista del País Valencià (PSPV) des del 1976 al 2002 quan l'abandonà al mostrar-se contrari a la derogació del transvasament de l'Ebre que preveia el Pla Hidrològic Nacional. El 1979 fou elegit regidor a l'ajuntament de Benidorm i quatre anys més tard, el 1983 guanyà les eleccions amb majoria absoluta, resultats que repetiria a les tres eleccions locals següents: 1987 i 1991. En aquesta darrera ocasió es va vore forçat a abandonar la batllia a causa de la moció de censura presentada pel Partit Popular (PP) dirigit per un jove Eduardo Zaplana amb el suport de la regidora trànsfuga del PSPV Maruja Sánchez.
El 1999 torna a presentar-se com a candidat socialista a l'alcaldia de Benidorm després de guanyar un procés de primàries, no obtenint els vots suficients (37,45%) per a recuperar l'alcaldia. El gener de 2002 abandonà el grup socialista per a passar-se al grup mixt. Aquell any crea el Partit de Benidorm (PdB) que es presentà a les eleccions locals de 2003 sense massa èxit.
| Precedit per: José Such Ortega | Alcalde de Benidorm 1983 - 1991 | Succeït per: Eduardo Zaplana Hernández-Soro |